# Fleur comestible

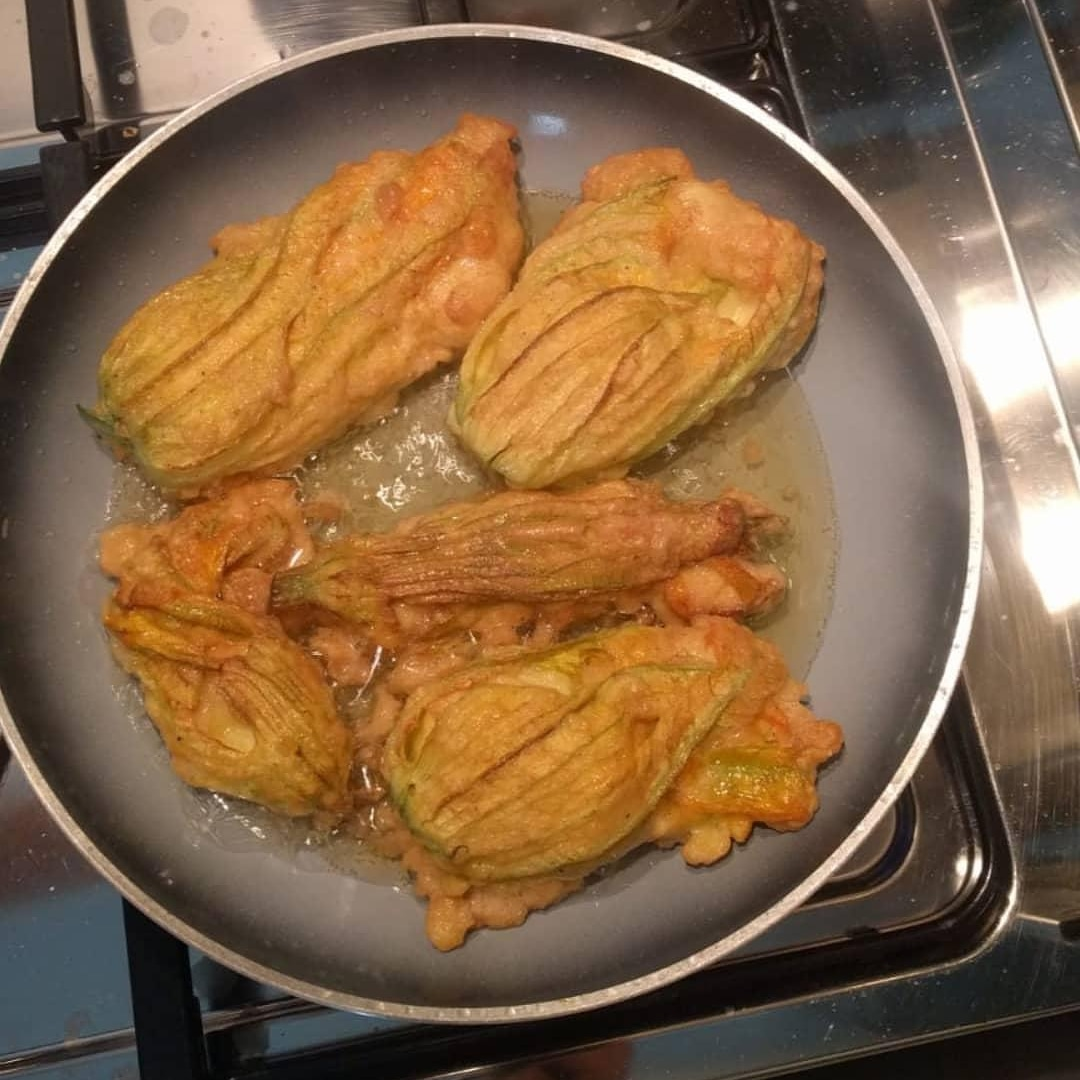
Beignets de fleurs de courgette.

Les fleurs comestibles sont des fleurs qui peuvent être consommées en toute innocuité. Elles peuvent constituer la partie principale d'un mets, et sont alors considérées comme des légumes, ou seulement servir à l'aromatiser à la manière des herbes condimentaires.

## Usage

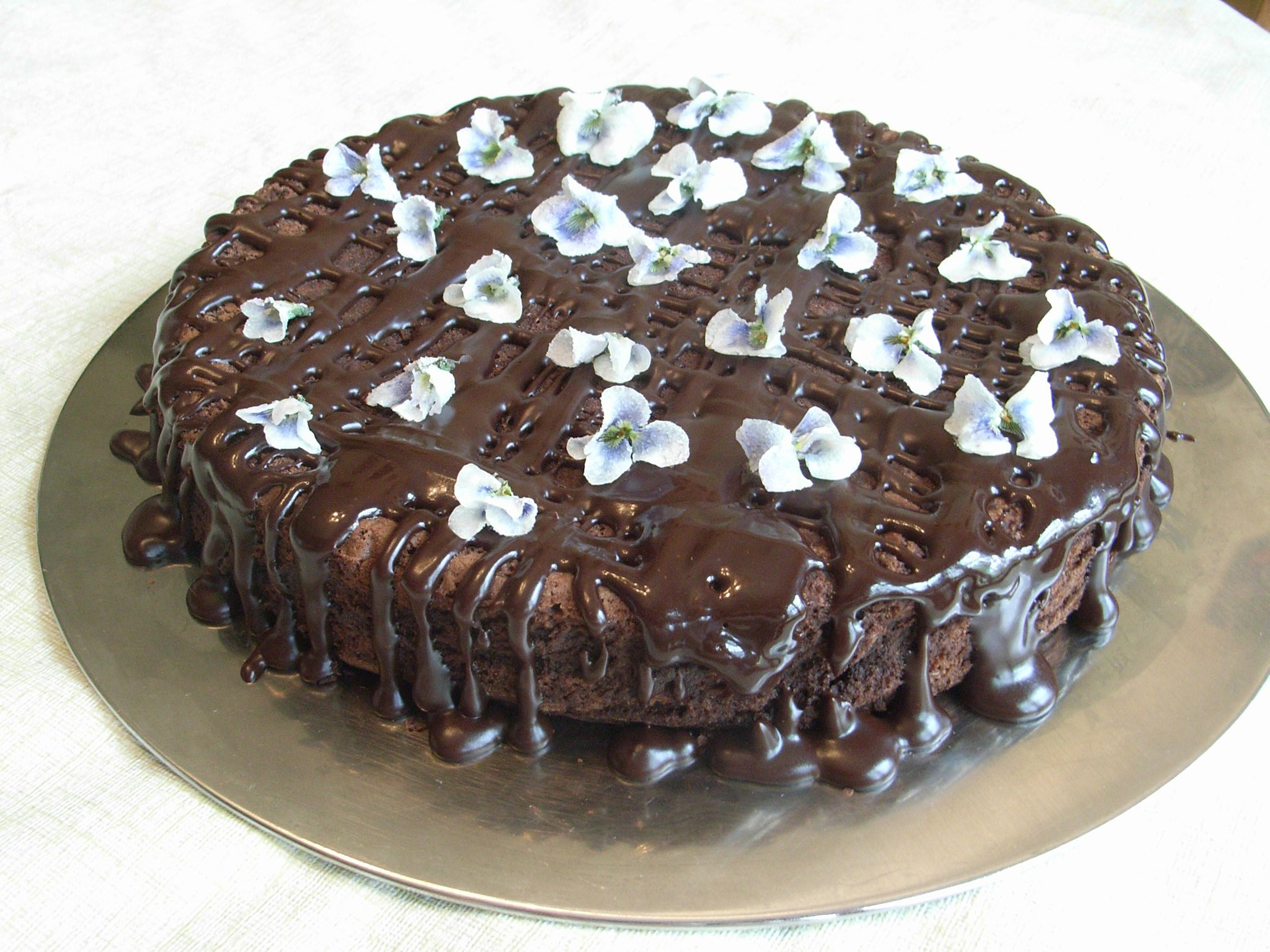
Gâteau au chocolat avec des violettes confites

Les fleurs comestibles se retrouvent dans l'alimentation humaine depuis toujours.

### Légumes
Le brocoli et le chou-fleur sont des inflorescences.

### Épices et aromates
Certaines épices bien connues sont issues de fleurs : ainsi, les clous de girofle et les câpres sont des bourgeons, alors que le safran est constitué des stigmates de la fleur de Crocus sativus. Consommées entières pour parfumer les mets ou les confiseries, certaines capucines, tagètes ou violettes sont considérées comme des herbes condimentaires..